# Józef Kozioł

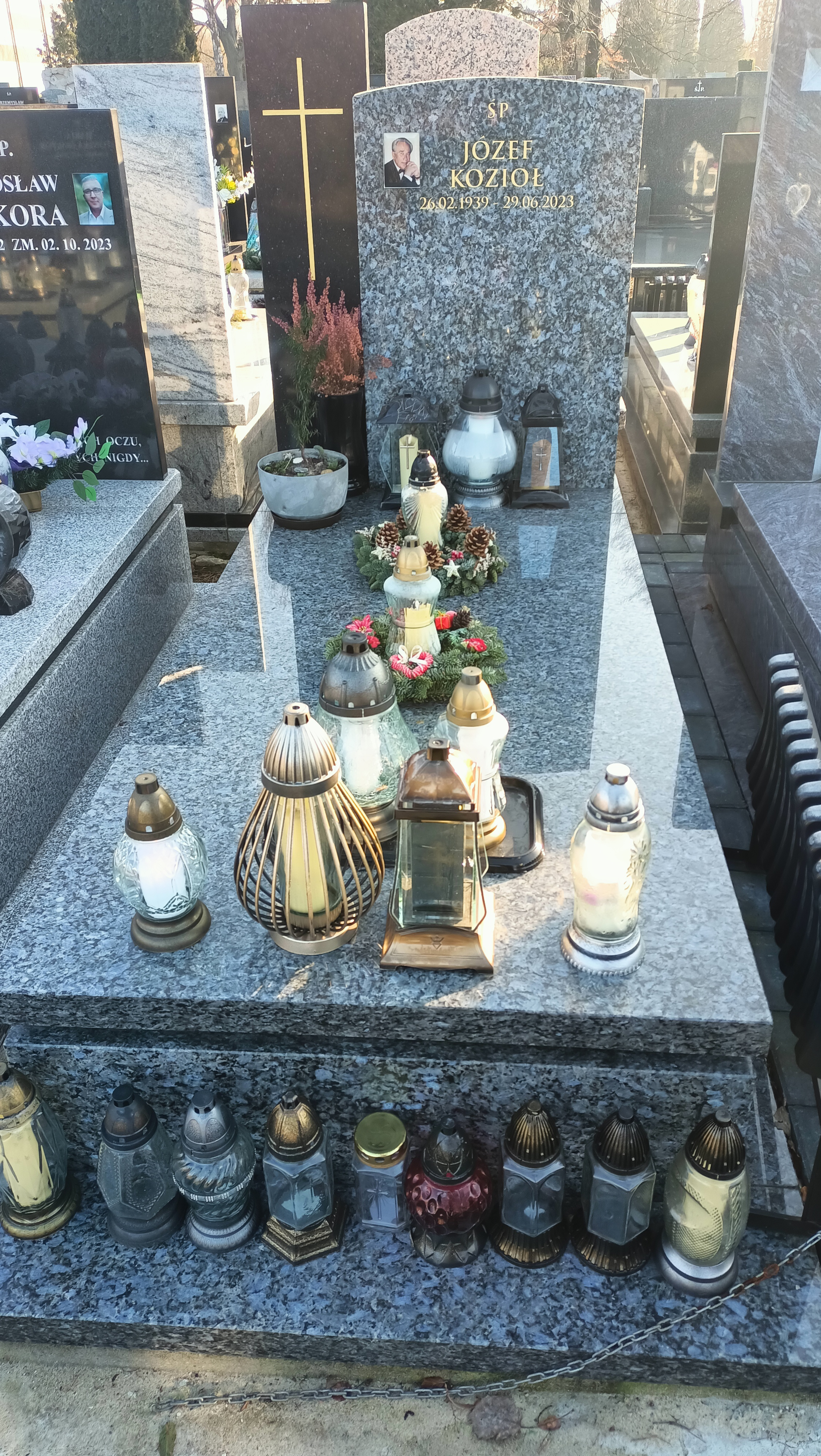
Grób Józefa Kozioła na cmentarzu w Pyrach

Józef Kozioł (ur. 26 lutego 1939 w Szalowej, zm. 29 czerwca 2023 w Warszawie) – polski ekonomista i polityk. W latach 1985–1988 wiceprezes Rady Ministrów, w latach 1988–1989 minister ochrony środowiska i zasobów naturalnych, w latach 1989–1990 minister stanu w Kancelarii Prezydenta RP, poseł na Sejm PRL IX kadencji.

## Życiorys
Syn Władysława i Anieli. W 1952 ukończył szkołę podstawową w Szalowej, w 1956 Liceum Ogólnokształcące im. Marcina Kromera w Gorlicach, a potem studia w Szkole Głównej Planowania i Statystyki w Warszawie – w 1962 magisterskie, zaś w 1972 uzyskał stopień doktora nauk ekonomicznych. Pracował jako nauczyciel akademicki na tej uczelni. 
Od 1953 do 1956 należał do Związku Młodzieży Polskiej. W marcu 1959 został członkiem Zjednoczonego Stronnictwa Ludowego, w którym pełnił liczne funkcje we władzach centralnych (m.in. I zastępcy prezesa Naczelnego Komitetu od marca 1984 do listopada 1989). W okresie III RP członek Polskiego Stronnictwa Ludowego.
W okresie 1962–1966 pracował w Banku Rolnym, a od 1966 do 1974 zatrudniony był w warszawskim Instytucie Finansów. W latach 1974–1975 pracował jako zastępca dyrektora naczelnego centrali Banku Rolnego, a od 1975 do 1980 jako wiceprezes centrali w Banku Gospodarki Żywnościowej. W latach 1980–1981 prezes Zarządu Centralnego Związku Kółek i Organizacji Rolniczych. Od 1982 do 1983 był podsekretarzem stanu w Ministerstwie Rolnictwa i Gospodarki Żywnościowej, a w latach 1984–1985 wiceprzewodniczącym Komisji Planowania przy Radzie Ministrów. W okresie 1985–1989 pełnił mandat posła na Sejm PRL IX kadencji. W listopadzie 1985 został wicepremierem w rządzie Zbigniewa Messnera. Od lutego 1986 do września 1988 był ponadto przewodniczącym Rady Gospodarki Żywnościowej. 14 października 1988 został ministrem ochrony środowiska i zasobów naturalnych w rządzie Mieczysława Rakowskiego. Od 1989 do 1990 minister stanu w Kancelarii Prezydenta PRL/RP Wojciecha Jaruzelskiego z rekomendacji ZSL. Do jego zadań należały kontakty z najważniejszymi organami państwowymi, w tym z rządem Tadeusza Mazowieckiego, a także organizacja wyborów i referendów oraz realizacja prezydenckich kompetencji w zakresie orderów, odznaczeń i tytułów honorowych.
W 1991 współtworzył Spółdzielczy Bank Rozwoju „Samopomoc Chłopska” i został jego wiceprezesem. Dwukrotnie (w latach 1994–2000 i 2001–2005) był prezesem zarządu Banku Ochrony Środowiska. Był też m.in. prorektorem Wyższej Szkoły Rozwoju Lokalnego w Żyrardowie (2005–2012), potem został profesorem Wszechnicy Polskiej Szkoły Wyższej w Warszawie. W 2009 był rozważany jako kandydat PSL do Rady Polityki Pieniężnej. Był członkiem honorowego komitetu poparcia Waldemara Pawlaka w wyborach prezydenckich w 2010.
Zmarł 29 czerwca 2023 i 5 lipca tego samego roku po mszy w kościele bł. Władysława z Gielniowa został pochowany w grobie rodzinnym na cmentarzu w Pyrach.
Odznaczony Srebrnym Krzyżem Zasługi, Medalem 40-lecia Polski Ludowej oraz Krzyżem Kawalerskim, Oficerskim i Komandorskim z Gwiazdą (1999) Orderu Odrodzenia Polski. W 2004 otrzymał Złotą Statuetkę Lidera Polskiego Biznesu, a ponadto tytuł „Gorliczanina Roku 2006”. W 1988 otrzymał odznakę honorową „Zasłużony dla bankowości PRL”.